# Генріх Гелльніц
Генріх Гелльніц (нім. Heinrich Göllnitz; 30 серпня 1909, Гросенгайн — 17 травня 1943, Атлантичний океан) — німецький офіцер-підводник, корветтен-капітан крігсмаріне.

## Біографія
8 квітня 1934 року вступив на флот. Пройшов дуже тривалу різносторонню підготовку. З 28 вересня 1940 року — командир роти 1-го навчального дивізіону підводних човнів. З 19 грудня 1940 року — 1-й вахтовий офіцер на підводному човні U-111. З 8 вересня 1941 року служив в 22-й флотилії. З 30 листопада по 19 грудня пройшов курс командира човна. З 20 грудня 1941 року — командир U-657, на якому здійснив 7 походів (разом 165 днів у морі). 17 травня 1943 року потопив британський торговий пароплав Aymeric водотоннажністю 5196 тонн, навантажений баластом; 53 з 78 членів екіпажу пароплава загинули. Того ж дня U-657 був потоплений в Північній Атлантиці південніше мису Фарвель (58°54′ пн. ш. 42°33′ зх. д.) глибинними бомбами британського фрегата «Свол». Всі 47 членів екіпажу загинули.

## Звання
- Кандидат в офіцери (8 квітня 1934)
- Фенріх-цур-зее (1 липня 1935)
- Оберфенріх-цур-зее (1 січня 1937)
- Лейтенант-цур-зее (1 квітня 1937)
- Оберлейтенант-цур-зее (1 квітня 1939)
- Капітан-лейтенант (1 березня 1942)
- Корветтен-капітан (1 травня 1943)

## Нагороди
- Медаль «За вислугу років у Вермахті» 4-го класу (4 роки)
- Нагрудний знак підводника (8 липня 1941)
- Залізний хрест 2-го класу (23 липня 1942)